# Hansa-Bank (Danzig)
Die Hansa-Bank AG war ein Kreditinstitut in der Freien Stadt Danzig, die der Katholischen Kirche und der Zentrumspartei nahestand.

## Gründung
Die Abtrennung Danzigs vom Deutschen Reich gegen den Willen der Bevölkerung als „freie Stadt“ hatte in vielen Bereichen wirtschaftliche Nachteile gebracht. Das Bankenwesen hatte hingegen von der Trennung profitiert: Zum einen war der Danziger Gulden entgegen der Reichsmark nicht von der Hyperinflation betroffen. Zum anderen war Danzig der einzige Platz außerhalb Polens, an dem polnische Złoty frei gehandelt werden konnten. In der Folge wurde eine Reihe von Banken in Danzig neu gegründet.
Die katholische Kirche musste sich eine neue Struktur geben, da die bisherigen kirchlichen Strukturen nun sowohl polnisch gewordene, dem Reich verbliebene und eben zu Danzig gehörende Gebiete umfassten. Im August 1921 wurde Hansa-Bank AG als „Zentrumsbank für das katholische Deutschtum Danzig“ gegründet. Eigentlich war der Name „Freistaat-Bank AG“ vorgesehen gewesen, dieser Name wurde jedoch vom Senat der Freien Stadt Danzig nicht genehmigt. Das Gründungskapital betrug 1.250.000 Mark. Aufsichtsratsvorsitzender wurde der langjährige Vorsitzende der Zentrumspartei der Provinz Westpreußen und Generalvikar der neu gebildeten Diözese Danzig, Anton Sawatzki.
Die Bank führte die Konten der Danziger Pfarreien, der Apostolischen Administratur (dem späteren Bistum), der Zentrumspartei, katholischer Vereine, vieler Pfarrer, Zentrumsmitglieder und deutschsprachiger Katholiken. Die Zentrumspartei selbst war gleichzeitig ein großer Schuldner: Rund 77.000 Gulden waren der Partei zur Wahlkampffinanzierung von der Bank als Darlehen gegeben worden.

## Krise und Untergang
1925 brachen in Danzig viele der neu gegründeten Banken wieder zusammen. Die hohe Arbeitslosigkeit, der deutsch-polnische Wirtschaftskrieg und die stark gestiegene Zahl der Unternehmenszusammenbrüche (rund 58 % der eingetragenen handelsrechtlichen Gesellschaften befanden sich am 1. Oktober 1925 in Liquidation) belasteten die Bankbilanzen.
Auch die Hansa-Bank stand Ende 1925 vor der Illiquidität. Die Anfang Februar fälligen Auszahlungen von 30.500 Gulden waren in der Kasse nicht vorhanden. Daneben hatte die Bank umfangreiche Verluste durch Kredite erlitten, die die Schuldner nicht zurückzahlen konnten. Ohne Hilfe von außen stand die Bank vor dem Zusammenbruch.
Aus Sicht der katholischen Kirche kam diese Entwicklung zu einem extrem schlechten Zeitpunkt: Nach langjährigen Vorbereitungen war Eduard O’Rourke am 2. Januar 1926 zum ersten Bischof des neuen Bistums Danzig ernannt worden. 350.000 Gulden, die die Kirche als Einlagen der Bank zur Verfügung gestellt hatte, waren in Gefahr.
Daneben stand der Ruf der Kirche und der Zentrumspartei auf dem Spiel. Nachdem die Probleme bekannt geworden waren, wies O’Rourke Mitte Dezember 1925 Sawatzki an, den Aufsichtsratsvorsitz niederzulegen, um die enge Verbindung von Bank und Kirche zu lockern. Sawatzki blieb jedoch im Amt. Gehen musste hingegen der Direktor der Bank, Johannes Neumann, der die Kreditausfälle zu verantworten hatte. Er wurde am 12. Februar aus dem Vorstand entlassen. Sein Nachfolger wurde Max Schmidt.
Am 15. Januar sprachen Franz Neubauer (Volkstagsabgeordneter und Mitglied der Handelskammer Danzig) und Carl Fuchs (ehrenamtlicher Senator) beim Auswärtigen Amt vor, um eine Liquiditätshilfe von 150.000 Gulden zu erbitten. Diese Bitte wurde zustimmend aufgenommen. Ein Zusammenbruch der Bank hätte starken Einfluss auf die Stellung des Zentrums gehabt. Das Zentrum wiederum stand in direkter Konkurrenz zu der (ebenfalls katholischen) polnischen Partei. Das AA sah daher eine Bedeutung des Zentrums „für das Deutschtum in Danzig“. 
Am gleichen Tag wurde daher ein Prüfer ernannt, der die Bücher der Bank prüfen sollte. Ausgewählt wurde der Direktor der preußischen Staatsbank, Preußische Seehandlung, Heinrich Bergemann. Dieser kam in einer oberflächlichen ersten Prüfung am 18. Januar zu dem Ergebnis, die Bank sei zu retten, benötige hierzu jedoch sofort 50.000 Gulden und erneut 100.000 Gulden zum ersten Februar. Seit dem 8. Januar sei die Bank de facto illiquide. Nur dadurch, dass es der Bankleitung gelungen sei, Gläubiger zu vertrösten. 250 Kunden warteten auf fällige Zahlungen. In einem weiteren Prüfbericht vom 22. Januar beschrieb Bergemann den Kapitalbedarf für eine ruhige Liquidation mit 250.000 Gulden und für eine Sanierung mit 500.000 Gulden. Die Bank hatte 1925 einen Verlust von 220.000 Gulden geschrieben und damit das Aktienkapital von 200.000 Gulden aufgezehrt.
Seit dem 13. Januar 1926 lag der Reichsregierung eine Kabinettsvorlage vor, mit der Hilfskredite für die Danziger Wirtschaft in Höhe von 10 Millionen Reichsmark bewilligt werden sollten. Dieser Entwurf wurde am 26. Januar um die gewünschte Hilfe für die Hansa-Bank erweitert.

„Ein Zusammenbruch der Bank würde für den Danziger Katholizismus von den übelsten politischen, auch außenpolitischen, Folgen sein, zumal eben ein Bistum in Danzig errichtet worden ist“

In der Kabinettssitzung vom 1. Februar wurde die Danzig-Hilfe beschlossen. Nach einer erneuten Prüfung durch Bergemann entschied das Kabinett am 5. Februar 500.000 Reichsmark aus dem Härtefallfonds des Reichsentschädigungsamtes zur Verfügung zu stellen. Bergemann erhielt den Auftrag, die Sanierung durchzuführen.
Nachdem die unmittelbare Gefahr eines Zusammenbruchs abgewendet war, nahm Bergemann zwischen dem 2. März und 6. März eine Detailprüfung der Bücher vor. Das Ergebnis war, dass sich die Unterdeckung der Bank massiv erhöhte. Statt eines Negativkapitals von 300.000 Gulden ergab sich nun eines von 800.000 Gulden. Eine Rettung war nun nur noch bei einem Forderungsverzicht der Gläubiger denkbar.
Am 5. März trafen sich auf einer Gläubigerversammlung 70 Gläubiger mit zusammen 500.000 Gulden an Forderungen. Diese erklärten sich bereit, auf 25 % der Forderungen zu verzichten und die Forderungen um ein Jahr zu prolongieren. Am 22. März erfolgte eine Generalversammlung, die den Sanierungsplan billigte. 
Die Sanierung war jedoch nicht erfolgreich. Die Rohbilanz vom 30. November 1926 zeigte, dass kaum neue Einlagen gewonnen worden waren. Der Bank war es nicht gelungen, das Vertrauen der Kunden wieder zu gewinnen. Am 13. Januar 1927 beschloss daher das Auswärtige Amt, keine weitere Sanierung zu finanzieren, sondern eine ruhige Abwicklung durch den Treuhänder vornehmen zu lassen. Die Entscheidung führte in Danzig zu heftigen Protesten, die jedoch keine Wirkung hatten. 
Am 1. April 1927 endete das Moratorium. Im Vertrauen auf die Stützung durch das Reich kam es aber nicht zu einem Bank Run. Gemäß einem Zahlungsplan wurden die Einlagen sukzessive zurückgeführt. Ab April 1931 befand sich die Bank auch offiziell in der Liquidation. Am Ende 1932 waren 75 %, Oktober 1935 85 % der Forderungen zurückgezahlt. Nachdem die Gläubigerversammlung den formellen Verzicht auf die Restsumme erklärt hatte, beschloss die Schlussgeneralversammlung der Bank am 23. März 1936 die Beendigung der Liquidation.